# Gonçal Vinyes i Massip
Gonçal Vinyes i Massip (Xàtiva, 19 de gener de 1883 - Vallés, 10 de desembre de 1936) fou un sacerdot, poeta, escriptor, periodista i arqueòleg valencià executat durant la Guerra civil espanyola. És venerat com a beat per l'Església catòlica.

## Biografia
Nascut a Xàtiva el 1883, hi va estudiar fins que va marxar al seminari. Ordenat prevere en 1906 va realitzar la seua labor pastoral en Santa Maria de Xàtiva, de la qual fou vicari, beneficiari i, des de 1933, canonge. Fou un home piadós, amant de la cultura, sensible a la qüestió social i valencianista.
El seu primer llibre, Hidrografía setabense (1914), enceta les investigacions geològiques i prehistòriques locals. La seua tasca arqueològica és ben notable, col·laborà amb el Servici d'Investigació Prehistòrica de la Diputació de València en les excavacions de la Cova Negra, les Alcusses i la Cova del Parpalló. Fruit de la seua tasca cultural, rebé el nomenament com a cronista local de Xàtiva en 1917. Fou membre també, entre altres institucions, del Centre de Cultura Valenciana, de Lo Rat Penat, de l'Acadèmia de Bones Lletres de Barcelona i soci fundador de la Ibèrica de Ciències Naturals de Saragossa.
En 1930 fou nomenat director del setmanari El Obrero Setabense on va reflectir la seua sensibilitat valencianista de les quals les campanyes proestatut de 1933 i 1936, la fundació del Centre Valencianista de Xàtiva, la seua simpatia per la creació del partit catòlic i valencianista Acció Nacionalista Valenciana (ANV) o la publicació de nombrosos poemes i articles en valencià en són una mostra. Va fundar el museu de Xàtiva, va trobar la partida de bateig de Josep de Ribera i l'ara del bisbe Atanasi, del segle vii, al subsòl de l'antiga catedral visigòtica de Sant Fèlix.
Segons assenyala Antoni López i Quiles al seu llibre Trama i ordit, Vinyes és un dels poetes "de factura més elegant del segle XX i posseïdor d'una gran fonamentació intel·lectual.» Junt amb els preveres Francesc Martínez Miret (assassinat també en el 36) i Eduard Genovés, forma part de la generació dels poetes de l'esperança: «En mossén Genovés, el pare Miret i en el canonge Vinyes hi ha els exemples més conspicus del doble compromís de fidelitat a la causa de l'Evangeli i del País recíprocament imbricats.»
En el camp espiritual va organitzar l'Acció Catòlica de Xàtiva i va treballar per l'educació cristiana dels joves. En començar la guerra civil espanyola fou obligat a allistar-se a la Confederació Nacional del Treball, però no va voler fer-ho. Se li oferí la vida a canvi de la seva renúncia al sacerdoci, a la que es negà dient "sóc sacerdot des que em van ordenar i moriré essent sacerdot". Fou mort, el 10 de desembre de 1936 a Vallès.

## Obra
- Sembrant la vida. Poesia i compromís. Ed. a cura d'Antoni López Quiles. Editorial Denes (Col·lecció Rent), Paiporta, 2009.

## Veneració
Va ser beatificat pel Papa Joan Pau II l'11 de març de 2001 a la Plaça de Sant Pere del Vaticà, amb Francesc de Paula Ibáñez.